# Gottfried Arnold
Gottfried Arnold (né le 5 septembre 1665 ou 1666 à Annaberg-Buchholz et mort le 30 mai 1714 à Perleberg) est un théologien et historien luthérien saxon.
En 1682, il entre au Gymnasium de Gera et trois ans plus tard à l'Université de Wittenberg. Il étudie particulièrement la théologie et l'histoire, puis, grâce à l'influence de Philip Jacob Spener, le père du piétisme, devient précepteur à Quedlinburg.
Il est nommé Ministre du culte à Werben (Altmark) en 1704, puis inspecteur ecclésiastique à Perleberg en 1707. il écrit un ouvrage consacré à la Sagesse divine (Das Geheimnis der göttlichen Sophia, Leipzig, 1700. les Mystères de la Sophia Divine). Dans ce livre il incite le lecteur à réfléchir sur le divin dans son être le plus intime et évoque les moyens qui permettent d'y accéder. Il est en cela influencé par la pensée de Maître Eckhart, de Boehme et des Rose-Croix.
Arnold est connu pour son œuvre la plus importante, l'Unpartheyische Kirchen- und Ketzer-Historie ("Histoire impartiale de l'Église et de l'hérésie"), deux volumes dans lesquels certains pensent qu'il fait preuve de plus de sympathie à l'égard de l'hérésie qu'à l'égard de toute Église établie. Cette "histoire impartiale" a exercé une grande influence sur les Lumières allemandes et a été approuvée par des penseurs tels que Johann Wolfgang Goethe et Léon Tolstoï.
Une partie de cette œuvre qui concerne l’histoire de la Rose-Croix a été récemment traduite en français.